# Пулсеракув
Пулсеракув (пол. Półsieraków) — село в Польщі, у гміні Гарасюки Ніжанського повіту Підкарпатського воєводства.
Населення — 78 осіб (2011).
У 1975-1998 роках село належало до Тарнобжезького воєводства.

## Демографія
Демографічна структура станом на 31 березня 2011 року:
|          | Загалом | Допрацездатний вік | Працездатний вік | Постпрацездатний вік |
| -------- | ------- | ------------------ | ---------------- | -------------------- |
| Чоловіки | 35      | 5                  | 26               | 4                    |
| Жінки    | 43      | 15                 | 21               | 7                    |
| Разом    | 78      | 20                 | 47               | 11                   |